# Desaparición forzada en Chile
Se suele entender como detenidos desaparecidos en Chile (Desaparecidos) a las víctimas de desapariciones forzadas perpetradas por militares chilenos durante la represión política tras el golpe de Estado de 1973 liderado por el general Augusto Pinochet. El término «detenidos desaparecidos» también se utiliza en otros países latinoamericanos. Estas desapariciones forzadas se utilizaron tanto para eliminar a individuos de la oposición como para «sembrar el terror en la sociedad». Según la Corte Penal Internacional (CPI) «la desaparición forzada de personas constituye un crimen contra la humanidad».

## Historia
Los crímenes de desaparición forzada en Chile, fueron cometidos por diversas formaciones militares de las Fuerzas Armadas de Chile y Carabineros durante las décadas de 1970 y 1980, particularmente por la Dirección de Inteligencia Nacional (DINA). El problema fue reconocido oficialmente por primera vez en 1990.

## Investigaciones en democracia
En 1990, cuando regresó la democracia a Chile, las autoridades establecieron la Comisión Nacional de Verdad y Reconciliación, que documentó más de 3.200 víctimas (entre muertos y desaparecidos) que dejó la dictadura. En 1991, la comisión presentó el Informe Rettig, que reconocía «más de 3.200 víctimas, entre muertos y desaparecidos, dejadas por la dictadura».
En 2023 el gobierno de Gabriel Boric reconoció la desaparición de 1.469 personas, de las cuales hasta el momento sólo se ha establecido el destino de 307. El gobierno emitió un plan para investigar el paradero del resto de las 1.162 víctimas desaparecidas.
Junto con informes de Amnistía Internacional, el grupo de investigación de derechos humanos Memoria Viva, con sede en Londres, mantiene una actualización periódica de listas de detenidos desaparecidos en Chile.

### Lista de detenidos desaparecidos en Chile
- Desaparecidos A
- Desaparecidos B
- Desaparecidos C
- Desaparecidos D
- Desaparecidos E
- Desaparecidos F
- Desaparecidos G
- Desaparecidos H
- Desaparecidos I
- Desaparecidos J
- Desaparecidos K
- Desaparecidos L
- Desaparecidos M
- desaparecidos N
- Desaparecidos Ñ
- Desaparecidos O
- Desaparecidos P
- Desaparecidos Q
- Desaparecidos R
- Desaparecidos S
- Desaparecidos T
- Desaparecidos U
- Desaparecidos V
- Desaparecidos W
- Desaparecidos X
- Desaparecidos Y
- Desaparecidos Z

- Datos: Q122929494